# Nikita Nikitin
Nikita Alexandrovič Nikitin (* 16. června 1986, Omsk, Sovětský svaz) je bývalý ruský hokejový obránce naposledy hrající v týmu Traktor Čeljabinsk v KHL.

## Úspěchy

### Kolektivní úspěchy
- Mistr ruské superligy – 2003/04
- Stříbrná medaile na MSJ – 2006
- Nikitin se také hrál na MS 2012 za Ruskou reprezentaci a vybojoval s týmem zlaté medaile.

## Klubové statistiky
| Sezona                 | Klub                  | Soutěž      | Základní část | Základní část | Základní část | Základní část | Základní část | Play off | Play off | Play off | Play off | Play off |
| Sezona                 | Klub                  | Soutěž      | Z             | G             | A             | B             | TM            | Z        | G        | A        | B        | TM       |
| ---------------------- | --------------------- | ----------- | ------------- | ------------- | ------------- | ------------- | ------------- | -------- | -------- | -------- | -------- | -------- |
| 2003/2004              | Avangard Omsk         | RSL         | 1             | 0             | 0             | 0             | 0             | —        | —        | —        | —        | —        |
| 2004/2005              | Avangard Omsk         | RSL         | 16            | 0             | 0             | 0             | 4             | 6        | 0        | 0        | 0        | 0        |
| 2005/2006              | Avangard Omsk         | RSL         | 41            | 1             | 2             | 3             | 24            | 13       | 1        | 2        | 3        | 6        |
| 2006/2007              | Avangard Omsk         | RSL         | 54            | 1             | 15            | 16            | 101           | 11       | 0        | 5        | 5        | 39       |
| 2007/2008              | Avangard Omsk         | RSL         | 57            | 3             | 10            | 13            | 48            | 4        | 0        | 1        | 1        | 2        |
| 2008/2009              | Avangard Omsk         | KHL         | 53            | 4             | 12            | 16            | 28            | 9        | 1        | 2        | 3        | 8        |
| 2009/2010              | Avangard Omsk         | KHL         | 43            | 4             | 9             | 13            | 14            | 3        | 0        | 0        | 0        | 0        |
| 2010/2011              | St. Louis Blues       | NHL         | 41            | 1             | 8             | 9             | 10            | —        | —        | —        | —        | —        |
| 2010/2011              | Peoria Rivermen       | AHL         | 22            | 3             | 11            | 14            | 12            | —        | —        | —        | —        | —        |
| 2011/2012              | St. Louis Blues       | NHL         | 7             | 0             | 0             | 0             | 4             | —        | —        | —        | —        | —        |
| 2011/2012              | Columbus Blue Jackets | NHL         | 54            | 7             | 25            | 32            | 14            | —        | —        | —        | —        | —        |
| 2012/2013              | Avangard Omsk         | KHL         | 33            | 2             | 12            | 14            | 8             | —        | —        | —        | —        | —        |
| 2012/2013              | Columbus Blue Jackets | NHL         | 38            | 3             | 6             | 9             | 17            | —        | —        | —        | —        | —        |
| 2013/2014              | Columbus Blue Jackets | NHL         | 66            | 2             | 13            | 15            | 20            | 5        | 0        | 0        | 0        | 0        |
| 2014/2015              | Edmonton Oilers       | NHL         | 42            | 4             | 6             | 10            | 12            | —        | —        | —        | —        | —        |
| 2015/2016              | Bakersfield Condors   | AHL         | 30            | 1             | 13            | 14            | 0             | —        | —        | —        | —        | —        |
| 2015/2016              | Edmonton Oilers       | NHL         | 11            | 0             | 1             | 1             | 8             | —        | —        | —        | —        | —        |
| 2016/2017              | Avangard Omsk         | KHL         | 47            | 3             | 3             | 6             | 16            | 4        | 0        | 1        | 1        | 2        |
| 2017/2018              | Traktor Čeljabinsk    | KHL         | 33            | 0             | 4             | 4             | 20            | 3        | 0        | 2        | 2        | 14       |
| 2018/2019              | Traktor Čeljabinsk    | KHL         | 28            | 2             | 1             | 3             | 29            | —        | —        | —        | —        | —        |
| KHL celkově            | KHL celkově           | KHL celkově | 129           | 10            | 32            | 42            | 50            | 12       | 1        | 2        | 3        | 8        |
| NHL celkově            | NHL celkově           | NHL celkově | 259           | 17            | 59            | 76            | 85            | 5        | 0        | 0        | 0        | 8        |
| Konec hokejové kariéry |                       |             |               |               |               |               |               |          |          |          |          |          |

### Reprezentační statistiky
| 2006                   | Rusko 20'              | MSJ                    | 6  | 0 | 0 | 0 | 6 | Stříbrná medaile |
| 2012                   | Rusko                  | MS                     | 10 | 0 | 4 | 4 | 4 | Zlatá medaile    |
| 2014                   | Rusko                  | ZOH                    | 5  | 0 | 1 | 1 | 0 | 5. místo         |
| Juniorská reprezentace | Juniorská reprezentace | Juniorská reprezentace | 6  | 0 | 0 | 0 | 6 |                  |
| Seniorská reprezentace | Seniorská reprezentace | Seniorská reprezentace | 15 | 0 | 5 | 5 | 4 |                  |